# Teyssonne
Die Teyssonne ist ein Fluss in Frankreich, der im Département Loire in der Region Auvergne-Rhône-Alpes verläuft. Er entspringt an der Gemeindegrenze von Saint-Bonnet-des-Quarts und Saint-Rirand, entwässert generell in nordöstlicher Richtung und mündet nach rund 30 Kilometern beim gleichnamigen Weiler La Teyssonne, im nördlichen Gemeindegebiet von Briennon als linker Nebenfluss in die Loire. In seinem Mündungsabschnitt unterquert die Teyssonne den Schifffahrtskanal Canal de Roanne à Digoin.

## Orte am Fluss
(Reihenfolge in Fließrichtung)
- Saint-Bonnet-des-Quarts
- Changy
- Saint-Forgeux-Lespinasse
- Noailly
- La Bénisson-Dieu
- La Teyssonne, Gemeinde Briennon